# Sašo Udovič
Sašo Udovič (ur. 12 grudnia 1968 w Lublanie) – słoweński piłkarz grający na pozycji napastnika.
W czasie kariery piłkarskiej Udovič występował Hajduku Split, Slovanie Lublana, KSK Beveren, FC Lausanne-Sport, LASK Linz. W latach 90. występował w reprezentacji Słowenii, z którą uczestniczył w Mistrzostwach Europy w 2000 roku.